# Epicauta tenella
Epicauta tenella là một loài bọ cánh cứng trong họ Meloidae. Loài này được LeConte miêu tả khoa học năm 1858.